# Азербејџан на Светском првенству у атлетици у дворани 2003.
Азербејџан је учествовао на 9. Светском првенству 2003. одржаном у Бирмингему од 14. до 16. марта.
У његовом петом учешћу на светским првенствима у дворани, Азербејџан је представљао један атлетичар који се такмичио у трци на 400 м.
Атлетичар Азербејџана није освојио ниједну медаљу, нити је оборио неки рекорд.

## Учесници
Мушкарци:
- Дмитриј Чумичкин — 400 м

## Резултати

### Мушкарци
| Атлетичар        | Дисциплина | Лични рекорд | Квалификације | Квалификације | Полуфинале           | Полуфинале           | Финале               | Финале       | Детаљи                                 |
| Атлетичар        | Дисциплина | Лични рекорд | Резултат      | Место         | Резултат             | Место                | Резултат             | Место        | Детаљи                                 |
| ---------------- | ---------- | ------------ | ------------- | ------------- | -------------------- | -------------------- | -------------------- | ------------ | -------------------------------------- |
| Дмитриј Чумичкин | 400 м      | 47,15        | 48,11         | 4. у гр. 5    | Није се квалификовао | Није се квалификовао | Није се квалификовао | 16 / 18 (24) | Архивирано на веб-сајту (15. јул 2019) |